# Rattus Norvegicus (álbum)
Rattus Norvegicus es el primer álbum de estudio de la banda británica The Stranglers. Producido por Martin Rushent en TW Studios (Fulham, Reino Unido), grabado entre los meses de diciembre de 1976 y enero de 1977, y lanzado en abril de 1977 por el sello EMI Records Ltd.

## Listado de canciones
1. "Sometimes" (4:56)
2. "Goodbye Toulouse" (3:12)
3. "London Lady" (2:25)
4. "Princess Of The Streets" (4:34)
5. "Hanging Around" (4:35)
6. "Peaches" (4:03)
7. "(Get A) Grip (On Yourself)" (3:55)
8. "Ugly" (4:03)
9. "Down On The Sewer (A- Falling. B- Down On The Sewer. C- Trying To Get Out Again. D- Rats Rally.)" (7:30)
-2001 edition bonus tracks-
10. "Choosey Susie" (3:14)
11. "Go Buddy Go" (3:58)
12. "Peasant In The Big Shitty (en vivo desde 'The Nashville', 10 de diciembre de 1976)" (3:42)
The Stranglers
- Hugh Cornwell - Guitarra y voz.
- Jean Jacques Burnel - Bajo y coros.
- Dave Greenfield - Órgano, sintetizador y coros.
- Jet Black - Batería y percusión.

- Datos: Q772593